# 王朝阳 (1969年)
王朝阳（1969年10月—），河南鲁山人，汉族，中国国民党革命委员会党员。中华人民共和国政治人物、第十三届全国人民代表大会河南省代表，河南真实生物科技有限公司董事长。

## 生平
2018年，王朝阳被选为河南省出席第十三届全国人民代表大会代表。